# Лук азутавский
Лук азутавский (лат. Allium azutavicum) — вид однодольных растений рода Лук (Allium) семейства Амариллисовые (Amaryllidaceae). Впервые описан Ю. А. Котуховым в 2003 году.

## Распространение, экология
Эндемик Казахстана, распространённый на востоке страны.
Произрастает на известняковых скалах.